# 風雲 (1980年電視劇)
《風雲》是香港無綫電視翡翠台長篇劇集，於1980年1月首播，全劇共65集，監製鄒世孝。由劉松仁、馮寶寶、任達華、林子祥、黃杏秀主演，同名主題曲由顧嘉煇作曲、黃霑填詞、歌星仙杜拉主唱。

## 故事大綱
講述80年代新開始，新界新市鎮發展迅速，城市化令新界人的文化因為產生變化，故事中心以元朗新光村作背景，尤以當中講述由主角何文達（劉松仁飾），如何工於心計，最後變得不擇手段，追求富有的楊麗君（馮寶寶飾）最後不能自拔的模樣，成為劇中主線。

## 剧情
在新界何家村德高望重的何盛，拥有一大片土地，并经营饲料店。他一方面能够接受新事物，另一方面却保留旧思想，尤其是重男轻女的观念。何盛亡妻生有一子文达，他精明能干而又工于心计，而继室则生有一女思雅，其性格外刚内柔。

　　何文达对事业甚有野心，对新界发展也有一套看法，他任职车行经理，亦是青年商会总秘书，在一次慈善活动中，他结识了著名实业家杨超之三女杨丽君。丽君漂亮、活跃、好胜心强，二人初遇即针锋相对，其后，更展开了情场及商场上的角力。

　　另一方面，尚在求学阶段的思雅，则恋上了在其父饲料店当送货员的中五毕业生张天沛。天沛自小就成为孤儿，由高龄姨婆抚养成人。天沛聪明乖巧，富正义感，刻苦耐劳。无奈，何盛对女儿跟小职员谈恋爱表示不满，并屡屡破坏二人好事，最后更弄致父女关系恶劣。

　　此时，杨超欲发展新界地产，更与何盛及文达商谈收购土地的事宜。一个风气纯朴的乡村，终因都市化而引起许多问题。

## 演員表

### 何家
- 關海山 飾 何盛
- 李香琴 飾 何區紹清，於45集心臟衰竭病逝
- 劉松仁 飾 何文達，何盛長子。楊麗君之夫，後離婚。於65集打空氣針自殺身亡。
- 黃杏秀 飾 何思雅，何盛幼女，被周競生強姦，後為張天沛妻。
- 悠悠

### 楊家
- 屠正平飾 楊超 (父親)
- 白茵 　飾 沈詠梅 (繼室)
- 杜平 　飾 楊大偉 (兒子)
- 黃文慧 飾 媳婦
- 馮寶寶 飾 楊麗君 (女兒)

### 周家（陳有后）
- 陳有后 飾 周八(八叔)
- 蘇杏璇 飾 華嫂(大嫂)
- 吳孟達 飾 周競生(三弟)-後強姦何思雅，被發瘋的周雁玲捅了一刀，再跌出馬路給車撞死
- 林子祥 飾 周民生 (二弟)
- 何麗莎 飾 周民生太太

### 周家（俞明）
- 俞明 飾 周太吉(吉叔)
- 黎少芳 飾 吉嫂
- 陳嘉儀 飾 周雁怡，何思雅之中學老師
- 陳玉蓮 飾 周雁秋
- 傅玉蘭 飾 周雁玲，後發瘋，捅了周競生一刀。被送到精神病院

### 周家（任達華）
- 任達華 飾 張天沛，何思雅之夫
- 黃曼梨 飾 周姨婆，周學昌之外婆
- 黃宗賜 飾 周學昌，周姨婆之孫
- 梁愛   飾 胡文彩，曾日慶之妻
- 譚炳文 飾 曾日慶，胡文彩之夫

### 客串
- 陳百祥
- 羅國維 飾 鍾卓，沈詠梅之前夫
- 曾慶瑜 飾 凌月鳳(Mandy)
- 何壁堅 飾 李鴻基
- 鍾志強 飾 鄭雷
- 湯鎮業 飾 胡宏遠
- 艾迪   飾 Gilbert
- 雪梨   飾 金順水
- 余慕蓮 飾 八姑
- 周吉   飾 招叔
- 葉萍   飾 招嬸
- 盧國偉 飾 阿偉
- 文潔雲 飾 Sandra
- 黎永強 飾 Jimmy
- 楊詩蒂 飾 Anna
- 陳友  飾 Steve

## 重播
此劇曾於1992年，逢星期二至五凌晨01:15-02:15在無綫電視翡翠台重播。
在2014年9月1日，逢星期一至五在無綫收費電視809經典台重播。

## 外部連結
- 無線電視官方網頁[]
- 《風雲》 GOTV 第1集重溫

| 英屬香港 無綫電視翡翠台 翡翠劇場 · 星期一至五 19:05-20:00 | 英屬香港 無綫電視翡翠台 翡翠劇場 · 星期一至五 19:05-20:00 | 英屬香港 無綫電視翡翠台 翡翠劇場 · 星期一至五 19:05-20:00 |
| --------------------------------------------------------- | --------------------------------------------------------- | --------------------------------------------------------- |
|                                                           | 風雲 （1980年1月21日 - 1980年4月18日）                    |                                                           |
| 網中人 （1979年10月1日 - 1980年1月18日）                  | 親情 （1980年4月21日 - 1980年8月1日）                     |                                                           |